# Wczorajsze
Wczorajsze (ukr. Вчорайше) – wieś na Ukrainie, w obwodzie żytomierskim, w rejonie różyńskim. W 2001 roku liczyła 1308 mieszkańców.

## Historia
Siedziba dawnej gminy Wczorajsze w powiecie skwirskim na Ukrainie.
Podczas okupacji hitlerowskiej, w sierpniu 1941 roku Niemcy utworzyli getto dla żydowskich mieszkańców. Przebywało w nim około 500 osób. W sierpniu 1943 roku Niemcy zlikwidowali getto, a Żydów zamordowali. 